# Mons Røisland
Mons Røisland (Høvik, 28 gennaio 1997) è uno snowboarder norvegese, vincitore della medaglia d'argento nel big air a Pechino 2022.

## Biografia
Specializzato in big air e slopestyle, Mons Røisland ha esordito a livello internazionale il 30 marzo 2014 ai Campionati mondiali juniores di snowboard di Chiesa in Valmalenco 2014, classificandosi 39⁰ nello slopestyle. Il 18 aprile 2015 ha disputato la sua prima gara di Coppa Europa, chiudendo al 15 posto lo slopestyle. L'11 febbraio 2016 ha debuttato in Coppa del Mondo, arrivando 6⁰ nel Big air di Boston, il 14 gennaio dell'anno successivo ha ottenuto il primo podio, nonché la prima vittoria nel massimo circuito, in slopestyle a Kreischberg. Ai XXIV Giochi olimpici invernali di Pechino, sua terza partecipazione olimpica, ha vinto la medaglia d'argento nel big air.
In carriera ha preso parte a tre edizioni dei Giochi olimpici invernali e a due dei Campionati mondiali di snowboard.

## Palmarès

### Olimpiadi
- 1 medaglia:
  - 1 argento (big air a Pechino 2022)

### Mondiali
- 1 medaglia:
  - 1 argento (big air a Bakuriani 2023)

### Winter X Games
- 8 medaglie:
  - 2 argenti (slopestyle ad Aspen 2020; slopestyle ad Aspen 2021)
  - 6 bronzi (slopestyle ad Aspen 2016; slopestyle ad Aspen 2019; slopestyle ad Aspen 2023; big air ad Aspen 2020; slopestyle e big air ad Aspen 2024)

### Coppa del Mondo
- Vincitore della Coppa del Mondo generale di freestyle nel 2022
- 9 podi:
  - 3 vittorie
  - 3 secondi posti
  - 3 terzi posti

#### Coppa del Mondo - vittorie
| Data             | Località        | Paese       | Specialità |
| ---------------- | --------------- | ----------- | ---------- |
| 14 gennaio 2017  | Kreischberg     | Austria     | SBS        |
| 10 dicembre 2017 | Copper Mountain | Stati Uniti | BA         |
| 12 gennaio 2019  | Kreischberg     | Austria     | SBS        |

Legenda:

BA = big air

SBS = slopestyle